# Фуфу
Фуфу́ — густая каша (тесто) из толчёных в ступе варёных корнеплодов маниока, ямса, батата или бананов-плантанов (реже используются маис, пшеница, рис и другие злаковые). Фуфу скатывают в маленькие шарики и проглатывают их целиком, едят вместо хлеба с супом или соусом.
Фуфу является традиционным блюдом народов Западной и частично Центральной Африки, особенно популярно в Гане и Нигерии. В национальных кухнях островных государств бассейна Карибского моря это блюдо появилось благодаря рабам-выходцам из Африки.

## В литературе
В книге Ачебе Чинуа «И пришло разрушение» фуфу часто упоминается как повседневное блюдо.